# Чеченский государственный университет
Чеченский государственный университет имени А. А. Кадырова (чечен. Ахьмад-Хьаьжин цӀарах йолу Нохчийн пачхьалкхан университет) — классический университет в городе Грозном. Основан в 1938 году.

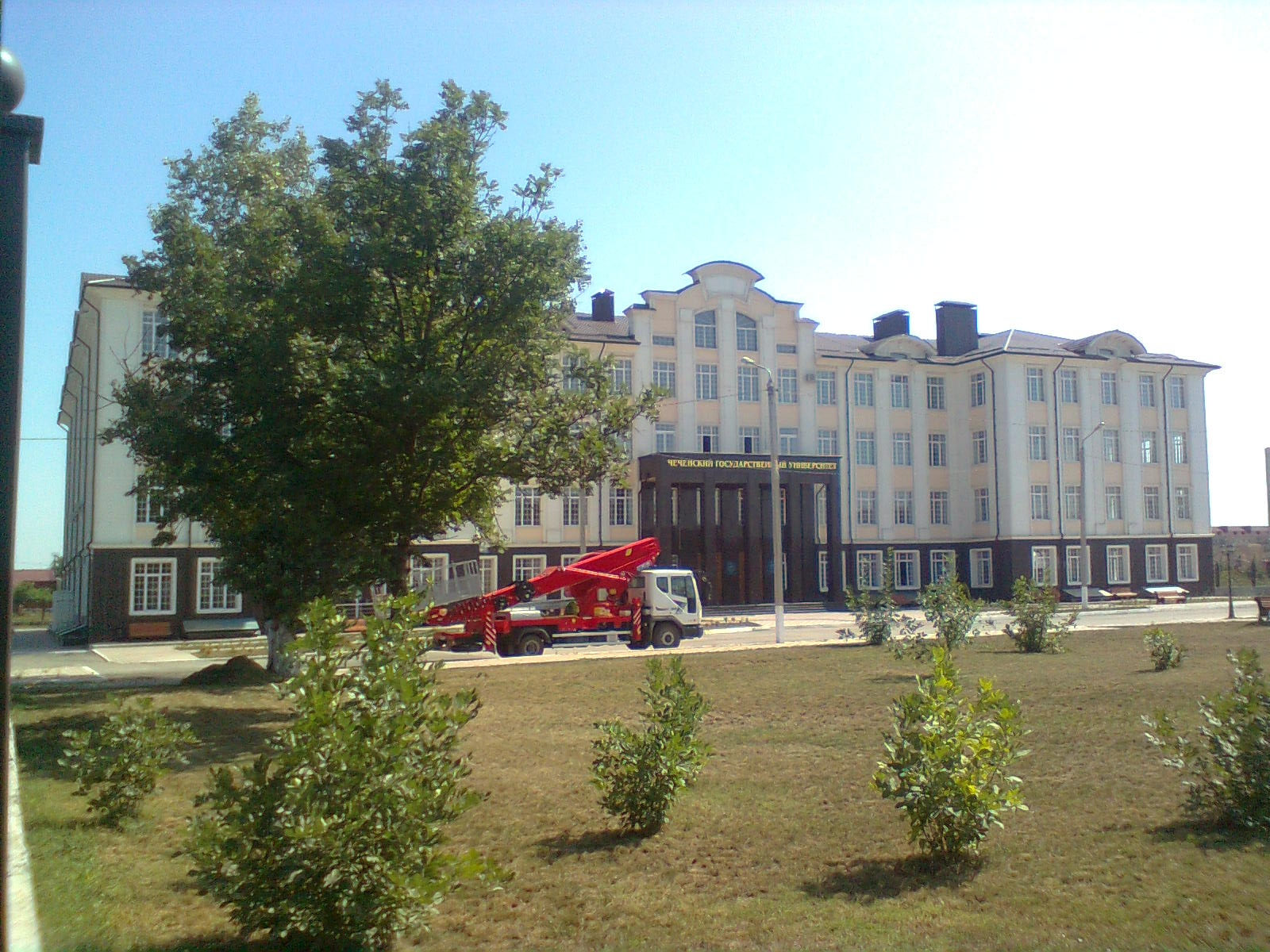
ЧГУ

## История

### До 1991
Университет ведёт свою историю от 7 февраля 1938 года, когда в Грозном по инициативе областного комитета партии и Совета народных комиссаров Чечено-Ингушской АССР открылся Грозненский учительский институт с двухгодичным сроком обучения. Контингент обучающихся составлял в 120 человек. 1 сентября 1938 года учительский институт был преобразован в Чечено-Ингушский государственный педагогический институт с четырёхгодичным сроком обучения. Институт располагал филологическим, историческим и физико-математическим факультетами.
После начала Великой Отечественной войны оборудование института было эвакуировано, однако уже середине 1943 года началось восстановление учебного заведения.
В 1955 году построен большой учебный корпус института, в 1957 году — мастерские для физико-математического факультета. В 1956 году институт открыл факультет физического воспитания, в 1958 году — факультет педагогики и методики начального образования, в 1960 году — естественно-географический факультет, в 1962 году — факультет иностранных языков. На протяжении нескольких лет исторический и филологический факультеты были объединены в историко-филологический факультет.
В 1960-х годах укрепляется материально-техническая база института: построено общежитие на 632 места, созданы новые кабинеты и лаборатории, значительно увеличилось и улучшилось научное оборудование.
9 марта 1971 года институт преобразован в Чечено-Ингушский государственный университет. Учебному заведению присвоено имя Льва Николаевича Толстого. Позднее, в 1980 году, был создан другой вуз, носивший название Чечено-Ингушский государственный педагогический институт — ныне Чеченский государственный педагогический университет.
К середине 1980-х годов в университете насчитывалось уже 8 факультетов — исторический, филологический, романо-германской филологии, экономический, физический, математический, географический, биолого-химический. В 1990 году открыт медицинский факультет.

### После 1991
С 1991 года открыты юридический и финансово-экономический факультеты.
В январе 1995 года в ходе военных действий корпуса университета подверглись значительным разрушениям. В руины были превращены учебные корпуса, уничтожены библиотека, ботанический сад, уникальные научные лаборатории, учебно-производственные базы, вычислительный центр, типография. Тем не менее, занятия продолжались в нескольких уцелевших помещениях.
28 февраля 1995 года Чечено-Ингушский государственный университет имени Льва Николаевича Толстого был переименован в Чеченский государственный университет.
После окончания Первой чеченской войны и провозглашения независимости Чечни, университет был подчинён новым властям, фактически был выведен из образовательного пространства России, лишён финансовой поддержки. Тем не менее, в разрушенных и разграбленных помещениях университет продолжал работу.
В 1997 году открыт агротехнологический факультет. В ноябре 1997 года в Урус-Мартане открылся заочный факультет Чеченского государственного университета. Аналогичные факультеты предполагалось открыть в Шалинском и Шелковском районах республики.
В 1997 году в университете начались восстановительные работы. К началу 1998 года отремонтированы помещения для учебных занятий в общежитии и двух учебных корпусах ЧГУ, создана автономная система отопления. В течение 1998 года шло восстановление третьего учебного корпуса, а также здания бывшей школы-интерната, которое было передано университету.
В июле 1998 года Кабинет министров Чеченской Республики Ичкерия принял решение о закрытии Чеченского педагогического института, который, по мнению властей, «дублировал» Чеченский государственный университет. Вся материальная база и штат педагогического института переданы университету. Сокращено пять факультетов и 36 кафедр. Тем не менее, педагоги педагогического института отстояли своё учреждение, и закрытие института не было осуществлено.
В 1999 году в ходе очередных боевых действий университет снова подвергся разрушениям и приостановил работу. В апреле 2000 года, после установления в городе пророссийской администрации, университет возобновил работу. 6 мая 2003 года университет внесён в единый государственный реестр юридических лиц под названием Государственное образовательное учреждение высшего профессионального образования «Чеченский государственный университет».

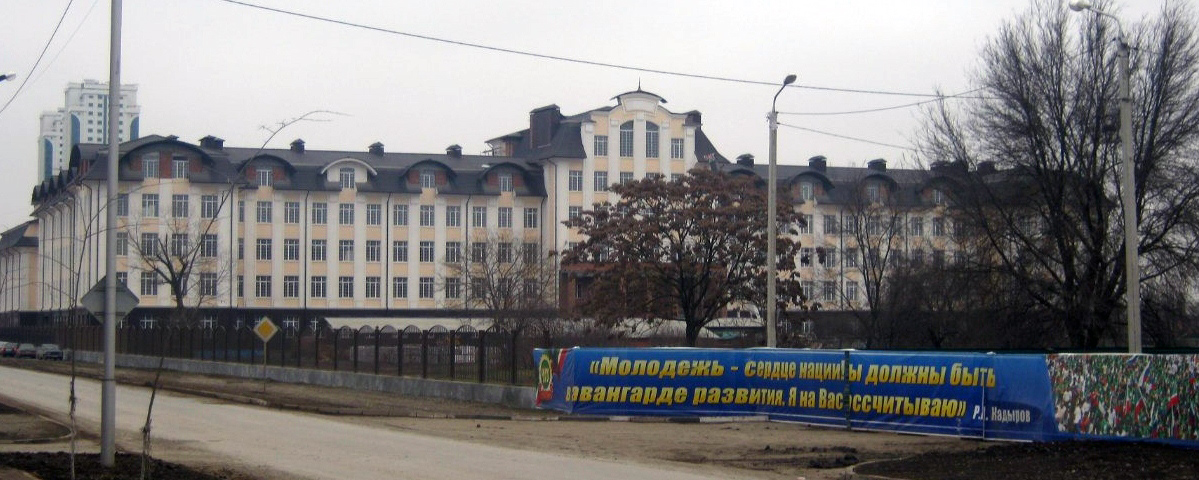
Главный корпус Чеченского государственного университета по ул. Шерипова, 32. Введён в эксплуатацию 2012 году.

В начале 2000-х годов начинается восстановление материально-технической базы. В 2003 году восстановлены 2500 квадратных метров учебных площадей, в 2004 году введены в строй столовая, учебные мастерские, два читальных зала. В марте 2005 года введён в эксплуатацию учебный корпус для экономического факультета и ректората, в 2006 году отремонтированы ещё 6 учебных корпусов. В октябре 2006 года открыт учебный корпус медицинского факультета.
В 2008—2009 годах проведёны работы по капитальному ремонту 3-го учебного корпуса по бульвару Дудаева, 17 и учебных корпусов по ул. Киевская, 33.
В 2007—2012 годах построены учебные корпуса № 1 и № 2 университета на месте разрушенных (улица Асланбека Шерипова, площадь Борьбы, сквер Льва Толстого). В 2011 году по программе ВПП «Единая Россия» «500 бассейнов» построен бассейн по бульвару Дудаева, 17. В 2016 году введены в эксплуатацию студенческие общежития на 350 мест и бассейн по ул. Л. Яшина, 31.
В начале 2000-х годов в структуру университета входят 13 факультетов — исторический, математики и компьютерных технологий, физики и информационно-коммуникационных технологий, биолого-химический, медицинский, юридический, экономический, финансово-экономический, географии и геоэкологии, агротехнологический, иностранных языков, филологический (в 2007 году преобразован в Институт чеченской и общей филологии), государственного управления (с 2005 года). В 2003 году был создан Центр дополнительного профессионального образования, призванный заниматься профессиональной переподготовкой специалистов. В 2006 году он преобразован в факультет дополнительного профессионального образования и повышения квалификации.
В 2021 году переименован в Чеченский государственный университет имени А. А. Кадырова.
В университете функционируют центр коллективного пользования, центр поддержки технологий и инноваций, центр научно-технической информации и прогнозирования, ботанический сад, зоологический музей, историко-краеведческий музей, издательство, библиотека с 5 отделами обслуживания, абонементами и читальными залами, комбинат общественного питания.

## Диссертационные советы
При университете действует три диссертационных совета по защите докторских и кандидатских диссертаций:
1. Объединённый диссертационный совет Д.999.045.02 (исторические науки) по специальности 07.00.02 — отечественная история;
2. Объединённый диссертационный совет Д.999.127.02 (экономические науки) по специальности 08.00.05-экономика и управление народным хозяйством (экономика, организация и управление предприятиями, отраслями, комплексами — АПК и сельское хозяйство; менеджмент);
3. Объединённый диссертационный совет Д.999.132.02 (юридические науки) по следующим специальностям:
  - 12.00.01 — теория и история права и государства; история учений о праве и государстве;
  - 12.00.03 — Гражданское право; предпринимательское право; семейное право; международное частное право;
  - 12.00.08 — уголовное право и криминология; уголовно-исполнительное право.[1].

25 июля 2011 года университет преобразован в федеральное государственное бюджетное образовательное учреждение высшего профессионального образования «Чеченский государственный университет».

## Структура

### Преподавательский состав
В ФГБОУ ВО «Чеченский государственный университет» работают 500 штатных преподавателей, в том числе 66 докторов наук, 27 из которых имеют ученое звание профессора, 270 кандидатов наук, 102 из которых имеют ученое звание доцента.
Также работают 168 преподавателей-совместителей, в числе которых 27 докторов наук (5 имеют ученое звание профессора), 76 кандидатов наук (39 имеют ученое звание доцента).
В вузе функционирует 72 кафедры. Общее количество студентов по очной и заочной формам обучения — 15,458.
10 факультетов и 4 института выпускают специалистов по всем уровням образования.

### Факультеты, институты и иные образовательные подразделения
- Факультет дополнительного профессионального образования
- Факультет географии и геоэкологии
- Институт математики, физики и информационных технологий
- Агротехнологический институт
- Биолого-химический факультет
- Факультет иностранных языков
- Факультет государственного управления
- Институт экономики и финансов
- Юридический факультет
- Медицинский институт
- Медицинский колледж
- Исторический факультет
- Филологический факультет
- Колледж
- Лицей

Структурные подразделения и количество студентов
| _  | Наименование подразделения                              | Количество студентов |
| 1  | Институт экономики и финансов                           | 2796 21 %            |
| 2  | Медицинский институт                                    | 1273 9 %             |
| 3  | Агротехнологический институт                            | 785 6 %              |
| 4  | Институт дополнительного проф. образования              | ____                 |
| 5  | Юридический факультет                                   | 2991 22 %            |
| 6  | Филологический факультет                                | 1531 11 %            |
| 7  | Исторический факультет                                  | 651 5 %              |
| 8  | Факультет географии и геоэкологии                       | 800 6 %              |
| 9  | Факультет иностранных языков                            | 274 2 %              |
| 10 | Биолого-химический факультет                            | 1275 10 %            |
| 11 | Медицинский колледж                                     | 216 2 %              |
| 12 | Институт математики, физики и информационных технологий | 459 3 %              |
| 13 |                                                         |                      |

## Ректоры
- 1970—1986: Павлов, Михаил Павлович (до 1971 года — как ректор Чечено-Ингушского государственного педагогического института)
- 1986—1991: Виктор Абрамович Кан-Калик
- 1992—1994: Мухади Шахидович Исраилов
- 1995—1995: Аднан Дагуевич Хамзаев
- 1996—1996: Ибрагим Узумхаджиевич Исраилов
- 1996—1999: Райком Хасимханович Дадашев
- 2000—2006: Аднан Дагуевич Хамзаев
- 2006—2008: Анзор Ахмедович Музаев
- 2008—н. в.: Заурбек Асланбекович Саидов

## Известные педагоги и студенты
- Преподаватели Чеченского государственного университета
- Выпускники Чеченского государственного университета

## Критика
По состоянию на 2024 год девять сотрудников ЧГУ являются фигурантами «Диссернета».